# Hoyaer Eisenbahn-Gesellschaft
| Kursbuchstrecke (DB): | zuletzt: 215b           |                             |                             |
| Kursbuchstrecke: | 192c (1934) 215d (1946) |                             |                             |
| Streckenlänge: | 8,0 km                  |                             |                             |
| Spurweite: | 1435 mm (Normalspur)    |                             |                             |
| |                         |                             |                             |
| \| \| \| von Hannover \| \| \| \| 0,0 \| Eystrup \| Eystrup \| \| \| \| \| \| \| \| \| nach Bremen Übergabebahnhof \| \| \| \| 3,0 \| Hassel \| Hassel \| \| \| 4,0 \| Jübber \| Jübber \| \| \| \| \| \| \| \| \| Hoya, Alter Bahnhof \| \| \| \| \| Weser \| \| \| \| 8,0 \| Hoya \| Hoya \| \| \| \| Anschluss HSA \| \| |                         |                             |                             |
| Strecke |                         | von Hannover                | von Hannover                |
| Bahnhof · Haltepunkt / Haltestelle Streckenanfang | 0,0                     | Eystrup                     | Eystrup                     |
| Abzweig geradeaus und nach links · Abzweig geradeaus und von rechts |                         |                             |                             |
| Strecke nach rechts · Dienststation / Betriebs- oder Güterbahnhof |                         | nach Bremen Übergabebahnhof | nach Bremen Übergabebahnhof |
| Bahnhof | 3,0                     | Hassel                      | Hassel                      |
| ehemaliger Haltepunkt / Haltestelle | 4,0                     | Jübber                      | Jübber                      |
| Strecke von links (außer Betrieb) · Abzweig geradeaus und ehemals nach rechts |                         |                             |                             |
| Kopfbahnhof Streckenende (Strecke außer Betrieb) · Strecke |                         | Hoya, Alter Bahnhof         | Hoya, Alter Bahnhof         |
| Brücke über Wasserlauf |                         | Weser                       | Weser                       |
| Kopfbahnhof Streckenende | 8,0                     | Hoya                        | Hoya                        |
| |                         | Anschluss HSA               |                             |

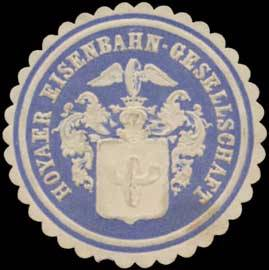
Siegelmarke der Hoyaer Eisenbahn-Gesellschaft

Die Hoyaer Eisenbahn-Gesellschaft (HEG) wurde am 21. Juni 1879 von der Gemeinde und dem Amt Hoya im heutigen Landkreis Nienburg sowie Privatleuten gegründet. Sie eröffnete am 23. November 1881 die vom Bauunternehmen C. Vering, Hannover erbaute 7 Kilometer lange, normalspurige Eisenbahnstrecke von der Stadt an der Weser nach der Station Eystrup an der bereits 1847 von der Hannoverschen Staatsbahn erbauten Hauptstrecke Bremen–Hannover.
Für den Betrieb standen zwei Dampftriebwagen zur Verfügung. Der erste Hoyaer Bahnhof lag auf dem rechten Weserufer. Erst ab 6. Oktober 1912 fuhr die Bahn zum linken Ufer, wo der Anschluss an die schmalspurige Kleinbahn Hoya-Syke-Asendorf (HSA) hergestellt wurde, die dort seit 6. Juni 1900 verkehrte. Der neue Streckenteil von fast zwei Kilometer Länge wurde auf eine Brücke verlegt, die Eigentum der HSA war. Wegen der Benutzungsgebühr gab es immer wieder Auseinandersetzungen der beiden Bahngesellschaften. Diese hatten erst ein Ende, als sich HEG und HSA nach jahrelangen Diskussionen unter dem Druck der wirtschaftlichen Verhältnisse zusammenschlossen.
Nachdem sich die Hoyaer Eisenbahn-Gesellschaft, deren Aktien nun zu 72 Prozent im Besitz der Stadt Hoya waren, in eine GmbH umgewandelt hatte, schloss sie sich am 20. Juni 1963 mit der Kleinbahn Hoya-Syke-Asendorf GmbH, mit der seit Jahresanfang eine gemeinsame Betriebsführung bestand, zu den Verkehrsbetrieben Grafschaft Hoya GmbH (VGH) zusammen. Der Personenverkehr auf der Strecke Hoya–Eystrup endete am 1. Oktober 1972.